# Entrevernes
Entrevernes ist eine französische Gemeinde im Département Haute-Savoie in der Region Auvergne-Rhône-Alpes.

## Geographie
Entrevernes liegt auf 810 m, etwa zwölf Kilometer südsüdöstlich der Stadt Annecy (Luftlinie). Das Bauerndorf erstreckt sich im nördlichen Teil des Massivs der Bauges, in einem nach Norden offenen Tal, das von zwei parallel verlaufenden Berggraten, dem Roc des Bœufs im Westen und dem Taillefer im Osten, eingefasst wird. Die Gemeinde liegt innerhalb des Regionalen Naturparks Massif des Bauges.
Die Fläche des 8,31 km² großen Gemeindegebiets umfasst einen Abschnitt des Massivs der Bauges. Der nördliche Teil des Gebietes wird vom Tal von Entrevernes eingenommen, das nach Norden zum Lac d’Annecy entwässert wird. Auf seiner Ostseite wird das Tal vom Grat des Taillefer begrenzt (bis 870 m), der vor allem nach Osten hin einen steilen Felsabfall aufweist. Im Westen ragt der wesentlich höhere, markante Felsgrat des Roc des Bœufs empor, der sich in einer Länge von fast 10 km in Nord-Süd-Richtung hinzieht. Über einen Sattel erstreckt sich das Gemeindegebiet südwärts in die geologische Fortsetzung des Entrevernes-Tales bis zur Passhöhe des Col de la Frasse. Dieser 1379 m hohe Sattel wird von zwei schroffen Kalkfelsen flankiert, nämlich im Westen vom höchsten Punkt des Roc des Bœufs (mit 1774 m auch die höchste Erhebung von Entrevernes) und im Osten von der Dent du Char (1645 m).
Zu Entrevernes gehören neben dem eigentlichen Ortskern auch verschiedene Weilersiedlungen und Gehöfte, darunter: 
- Membert (920 m) im Tal von Entrevernes
- Les Fauges (950 m) am Fuß des Roc des Bœufs

Nachbargemeinden von Entrevernes sind Duingt im Norden, Lathuile im Osten, Bellecombe-en-Bauges im Süden sowie La Chapelle-Saint-Maurice und Saint-Eustache im Westen.

## Geschichte
Erstmals urkundlich erwähnt wird Entrevernes im Jahr 1464 unter dem Namen Intervernoe. Der Ortsname bedeutet zwischen den Erlen, womit die mit Erlenwäldern bedeckten Hänge der umliegenden Bergketten gemeint sind. Der Ort wurde 1741 eine selbständige Gemeinde, als Teile der Gemeindegebiete von Duingt und Lathuile abgetrennt und zum heutigen Gemeindebann von Entrevernes zusammengefügt wurden.

## Bevölkerung
| Jahr                       | 1962 | 1968 | 1975 | 1982 | 1990 | 1999 |
| Einwohner                  | 153  | 146  | 135  | 146  | 179  | 168  |
| Quellen: Cassini und INSEE |      |      |      |      |      |      |

Mit 197 Einwohnern (Stand 1. Januar 2022) gehört Entrevernes zu den kleinsten Gemeinden des Département Haute-Savoie. Im Verlauf des 19. und 20. Jahrhunderts nahm die Einwohnerzahl aufgrund starker Abwanderung kontinuierlich ab (1861 wurden in Entrevernes noch 441 Einwohner gezählt). Aufgrund der Abgeschiedenheit und der geringen Ausdehnungsmöglichkeiten blieb die Einwohnerzahl von Entrevernes im Gegensatz zu anderen Gemeinden der Umgebung in den letzten Jahrzehnten relativ konstant.

## Wirtschaft und Infrastruktur
Entrevernes war bis weit ins 20. Jahrhundert hinein ein vorwiegend durch die Landwirtschaft geprägtes Dorf. Heute gibt es einige Betriebe des lokalen Kleingewerbes. Viele Erwerbstätige sind Wegpendler, die in den größeren Ortschaften der Umgebung ihrer Arbeit nachgehen.
Die Ortschaft liegt abseits der größeren Durchgangsstraßen. Die einzige Zufahrt erfolgt von Duingt an der Hauptstraße N508 (Annecy-Albertville).